# دانشگاه آزاد اسلامی واحد سبزوار
دانشگاه آزاد اسلامی واحد سبزوار، از جمله واحدهای بسیار بزرگ دانشگاه آزاد اسلامی است و در شهر سبزوار واقع شده‌است.
هم‌اکنون نزدیک به ۵۰۰۰ دانشجو در دو مجموعهٔ ساختمانی این دانشگاه مشغول تحصیل هستند. مجموعهٔ بزرگ دانشگاه در زمینی به وسعت ۲۸ هکتار، واقع گردیده است. همچنین خوابگاه بزرگی با گنجایش ۶۰۰ نفر پذیرای دانشجویان مهمان می‌باشد.

## پیشینه
این واحد دانشگاهی در یکم اسفندماه سال ۱۳۶۳ به ریاست سید محمود صانعی در سبزوار تأسیس گردید.

## رؤسای واحد از سال ۱۳۶۳ تاکنون
- سید محمود صانعی
- دکتر احمد مظفری
- دکتر محمدرضا ارشادی‌نیا
- دکتر محمدرضا سعیدی اصل
- دکتر محمود غفوری‌نژاد
- دکتر محمدرضا سعیدی اصل
- دکتر قاسم قاسمی

## ساختمان‌ها
- مجتمع دانشگاهی؛ با وسعت بیست و هشت هکتار در بولوار دکتر سید احمد سیادتی واقع شده‌است و یکی از طرح‌های بزرگ تأسیس و احداث مجتمع‌های آموزشی دانشگاه آزاد اسلامی در منطقهٔ ۹ است که در سال ۱۳۷۶ تصویب و به‌مرحلهٔ اجرا درآمد.[۲]
- ساختمان تحصیلات تکمیلی؛ با مساحتی در حدود یازده هزار مترمربع در خیابان دانشگاه واقع گردیده است.

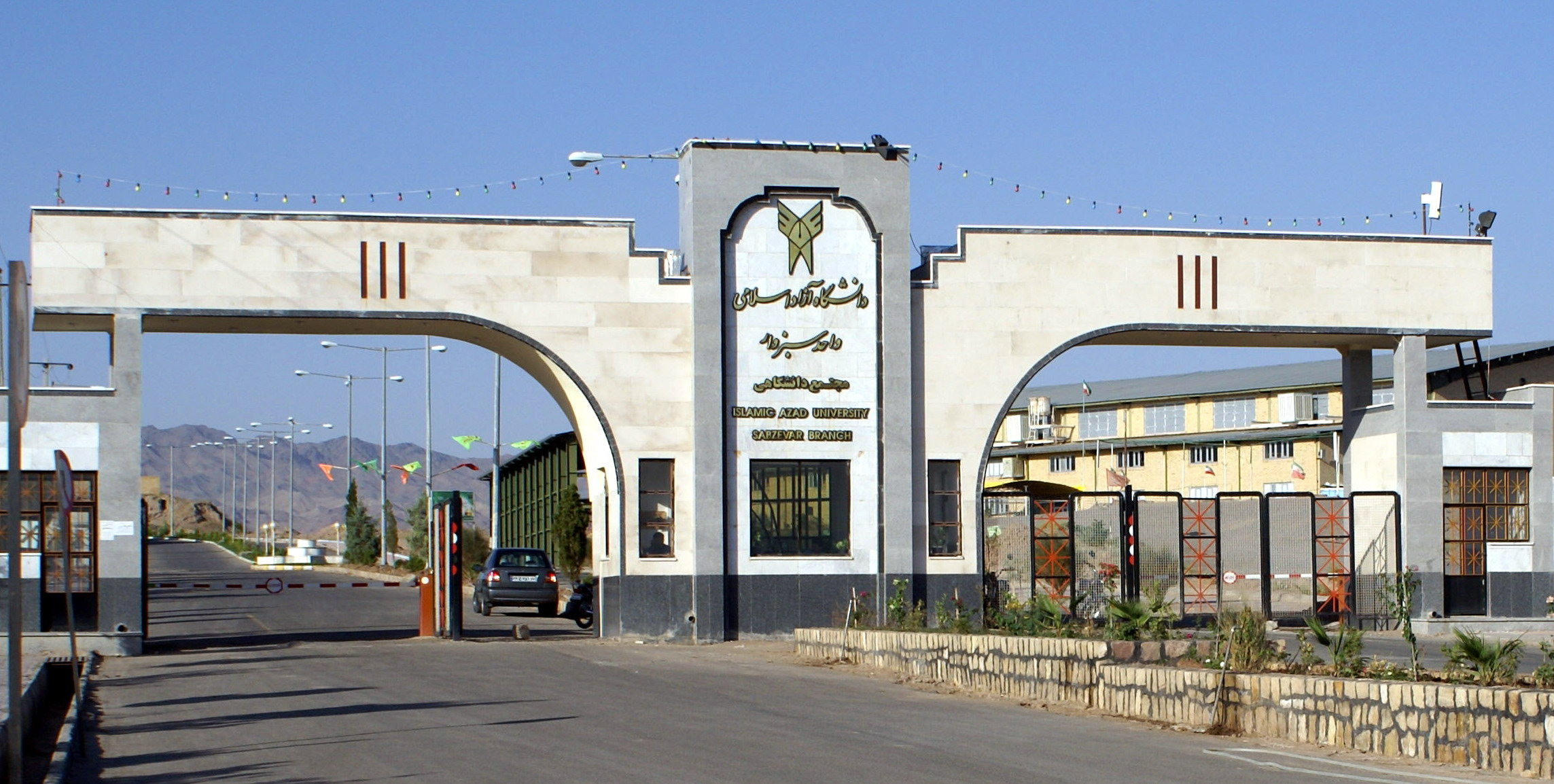
ورودی دانشگاه

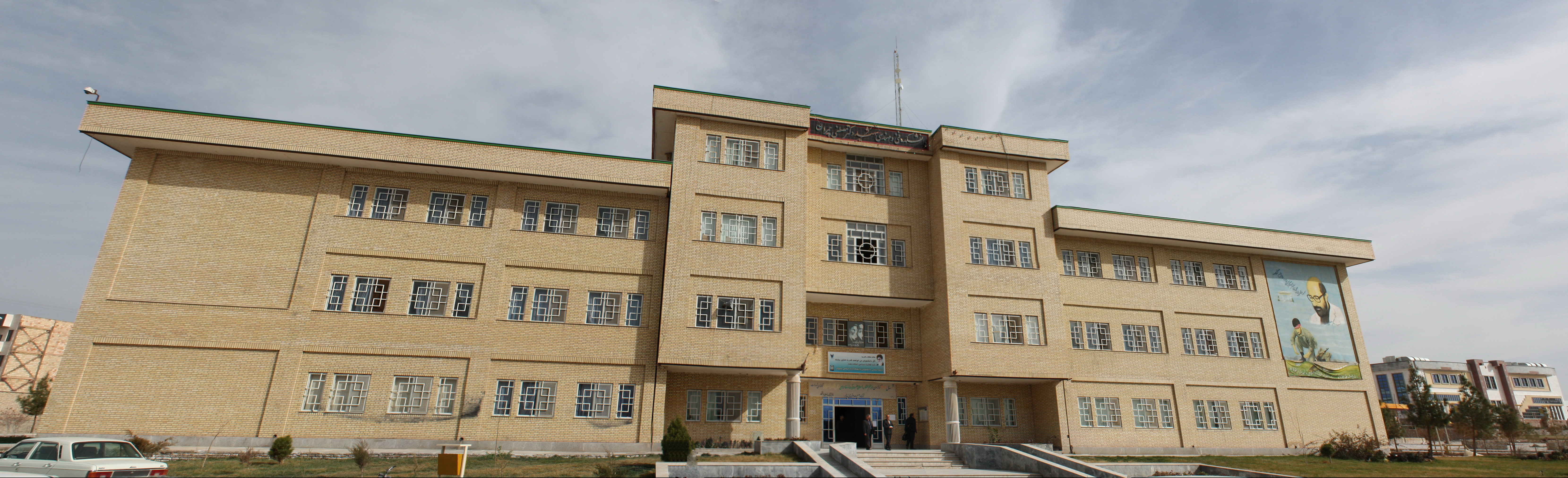
ساختمان اداری دانشگاه

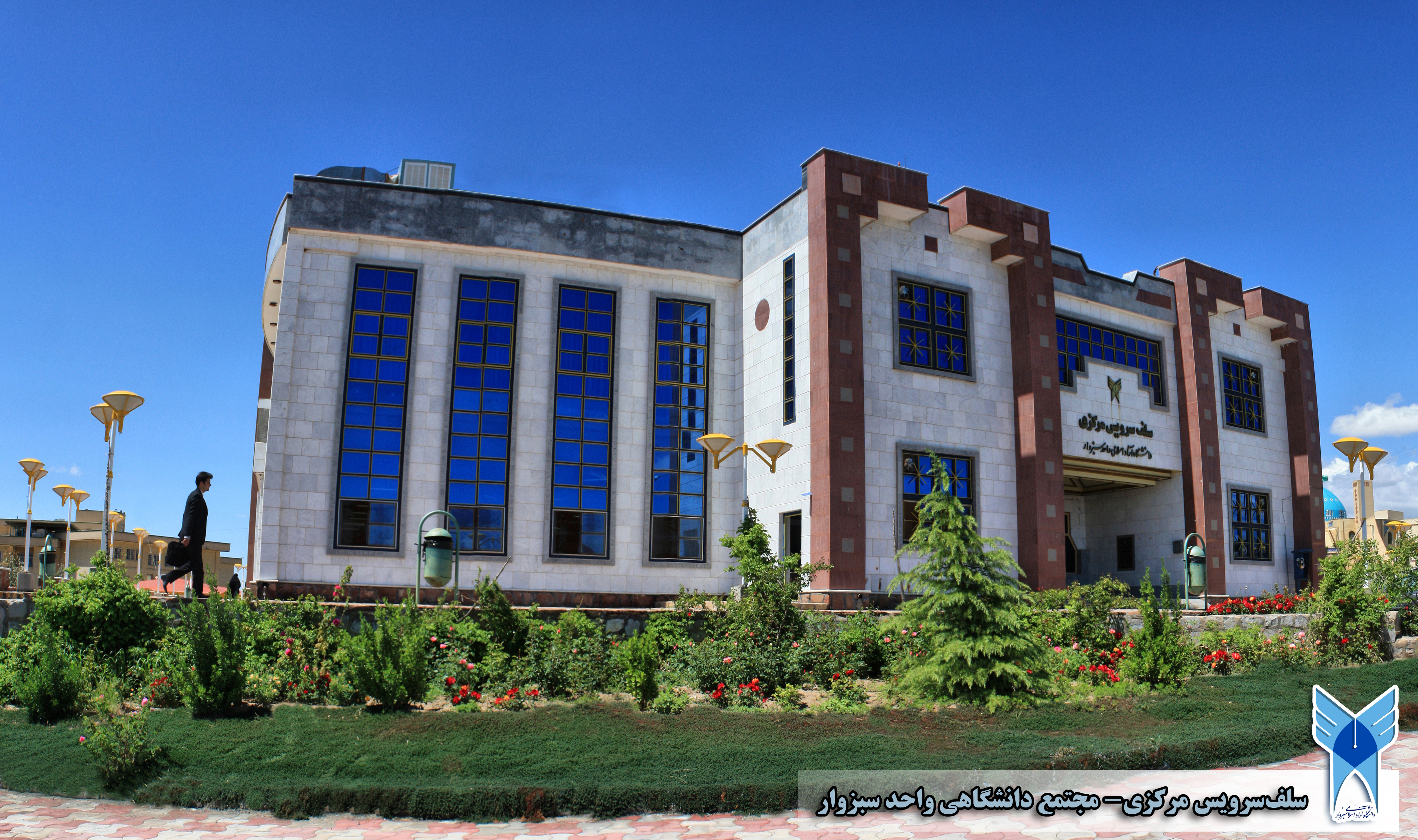
سلف سرویس

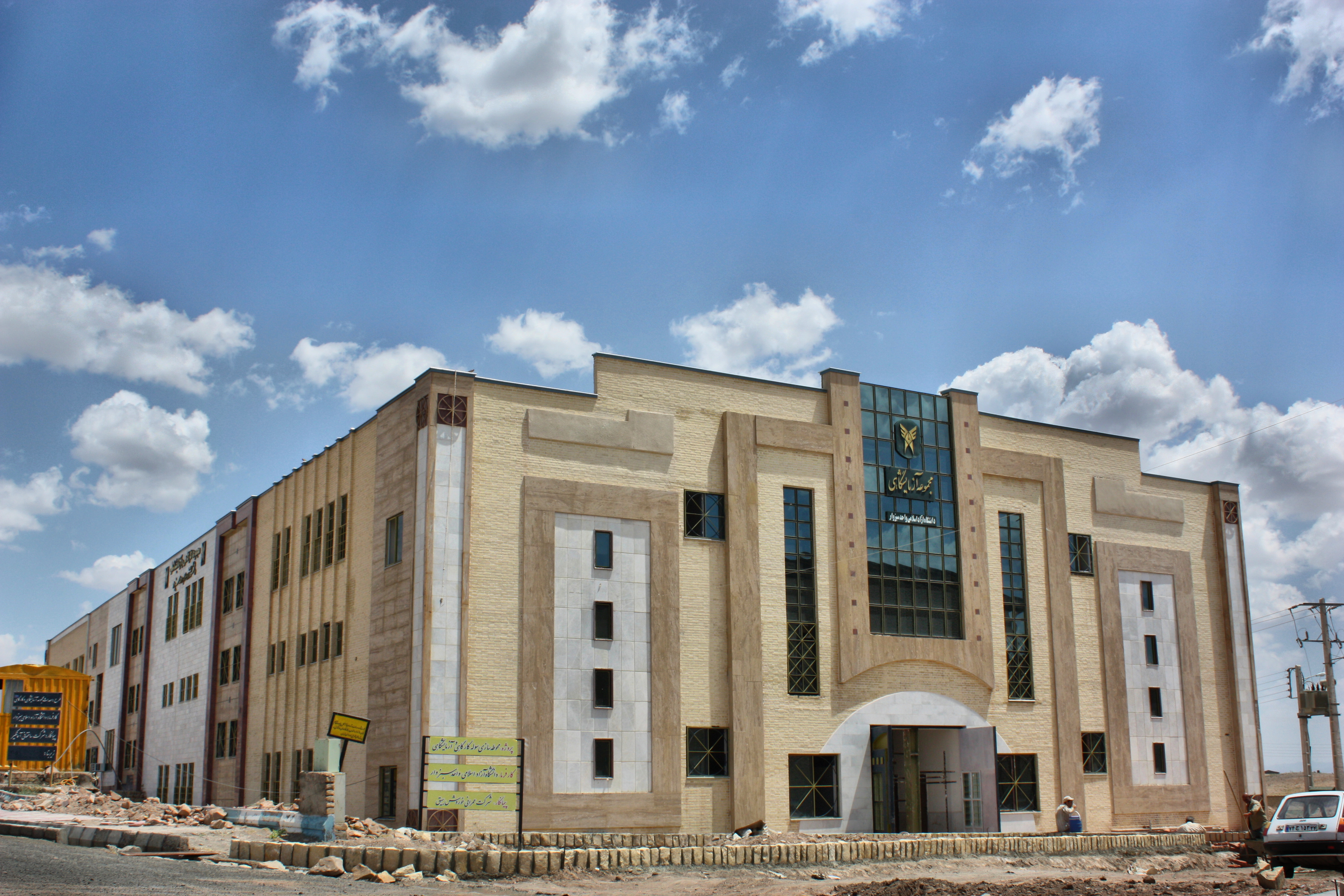
مجموعه آزمایشگاهی

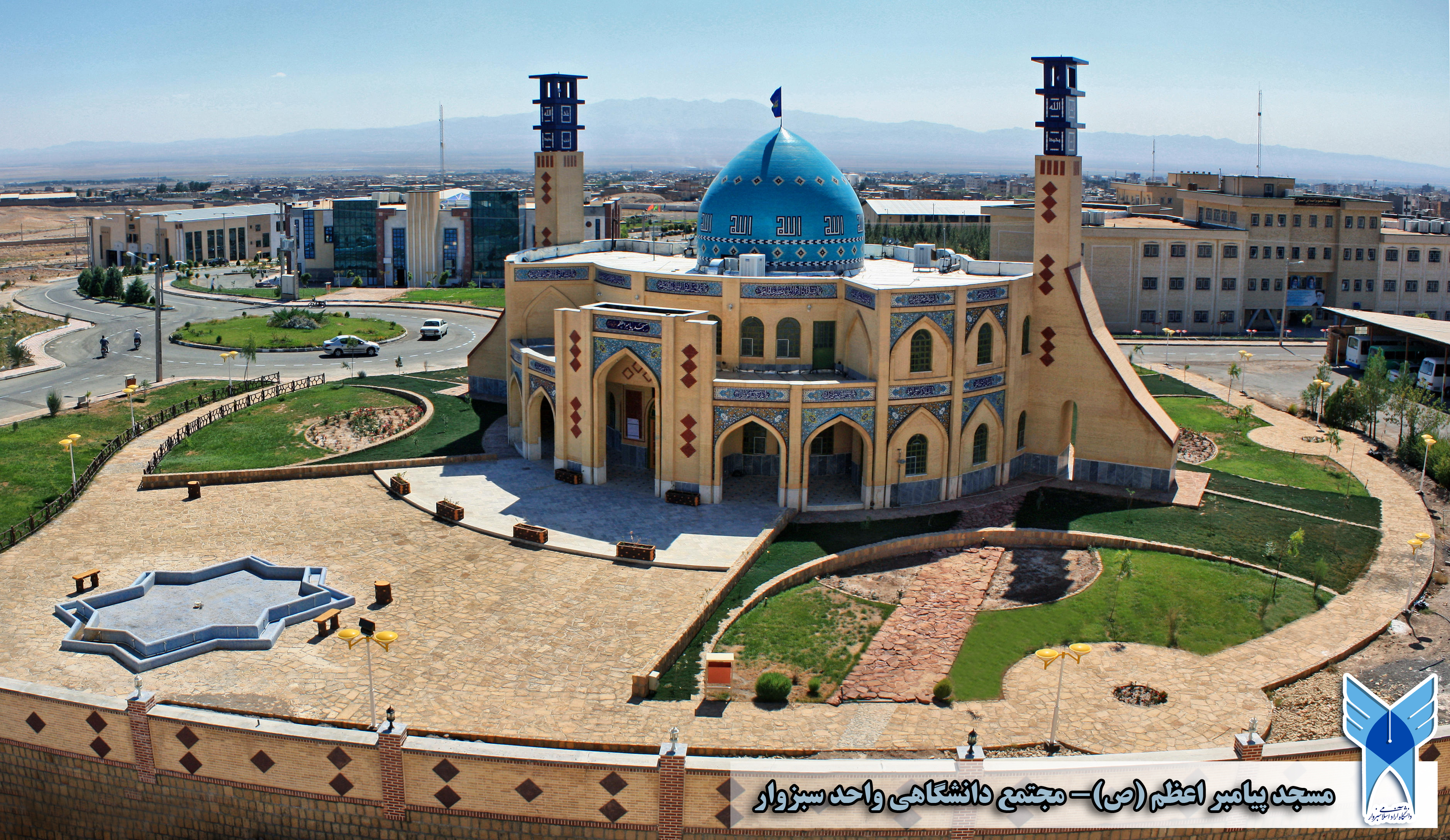
مسجد

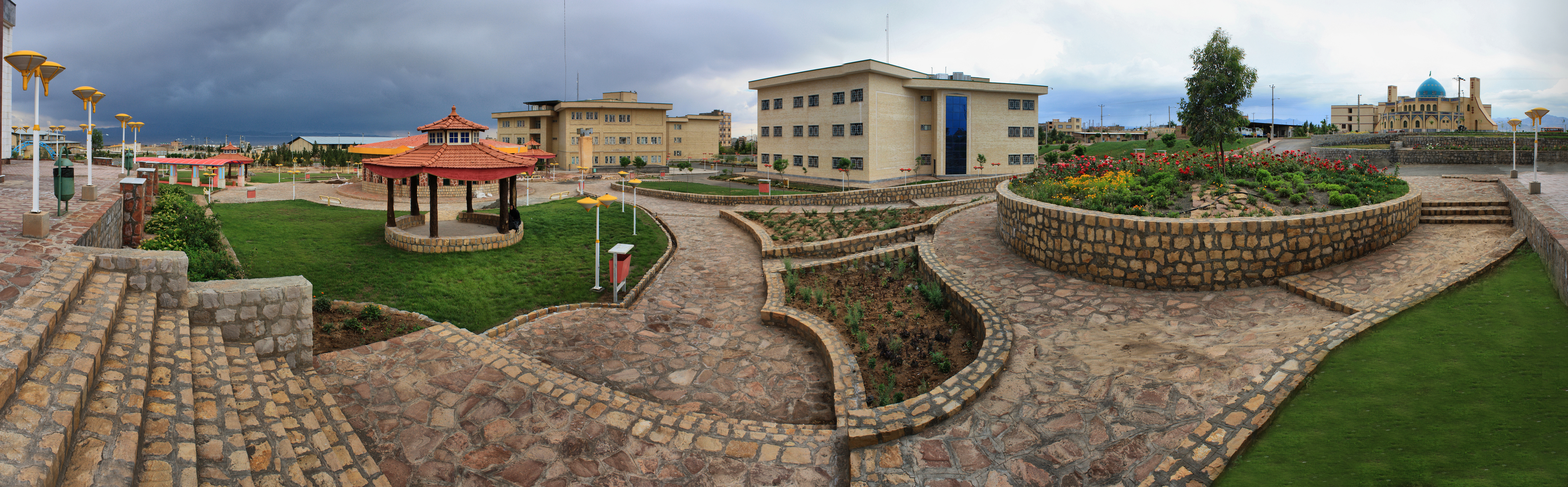
محوطه مجتمع دانشگاهی

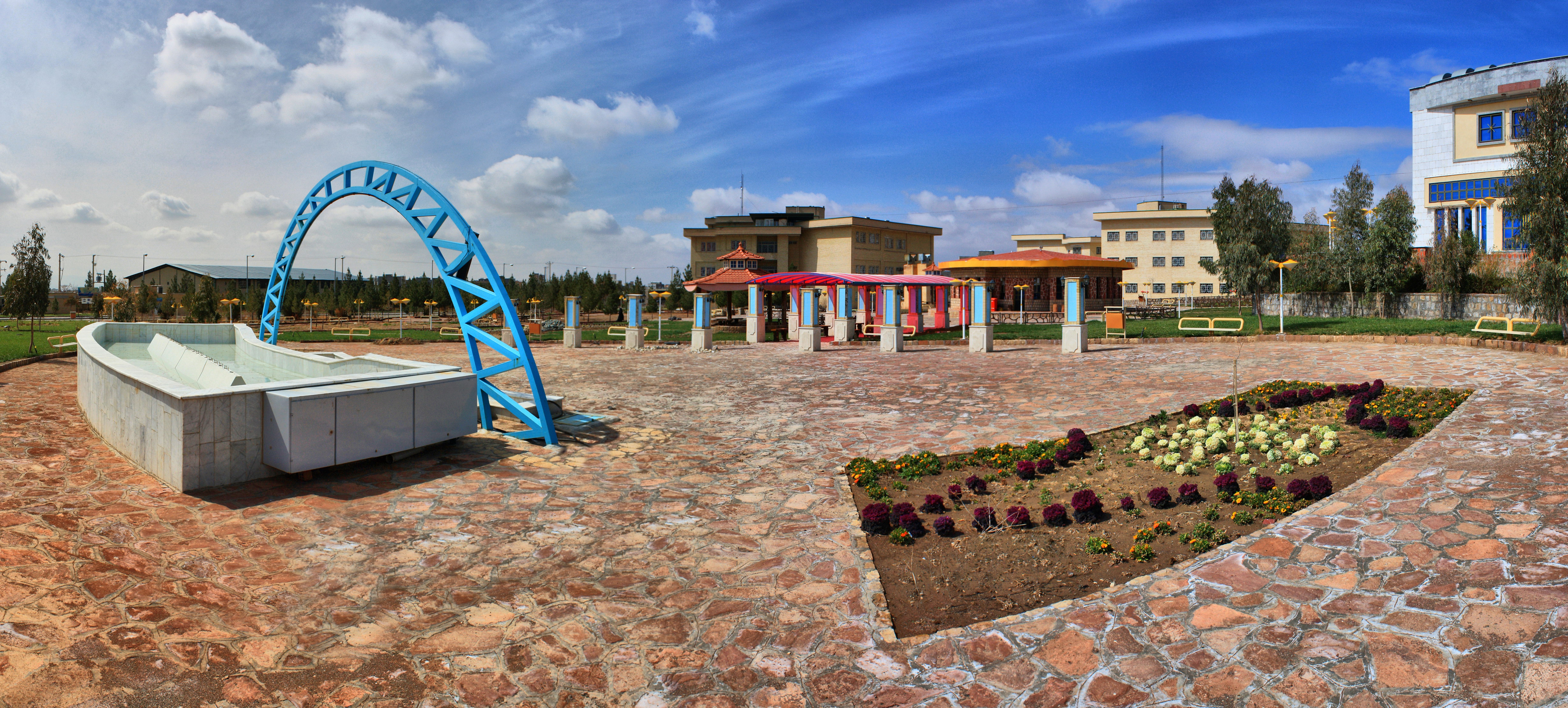
محوطه مجتمع دانشگاهی نمایی دیگر

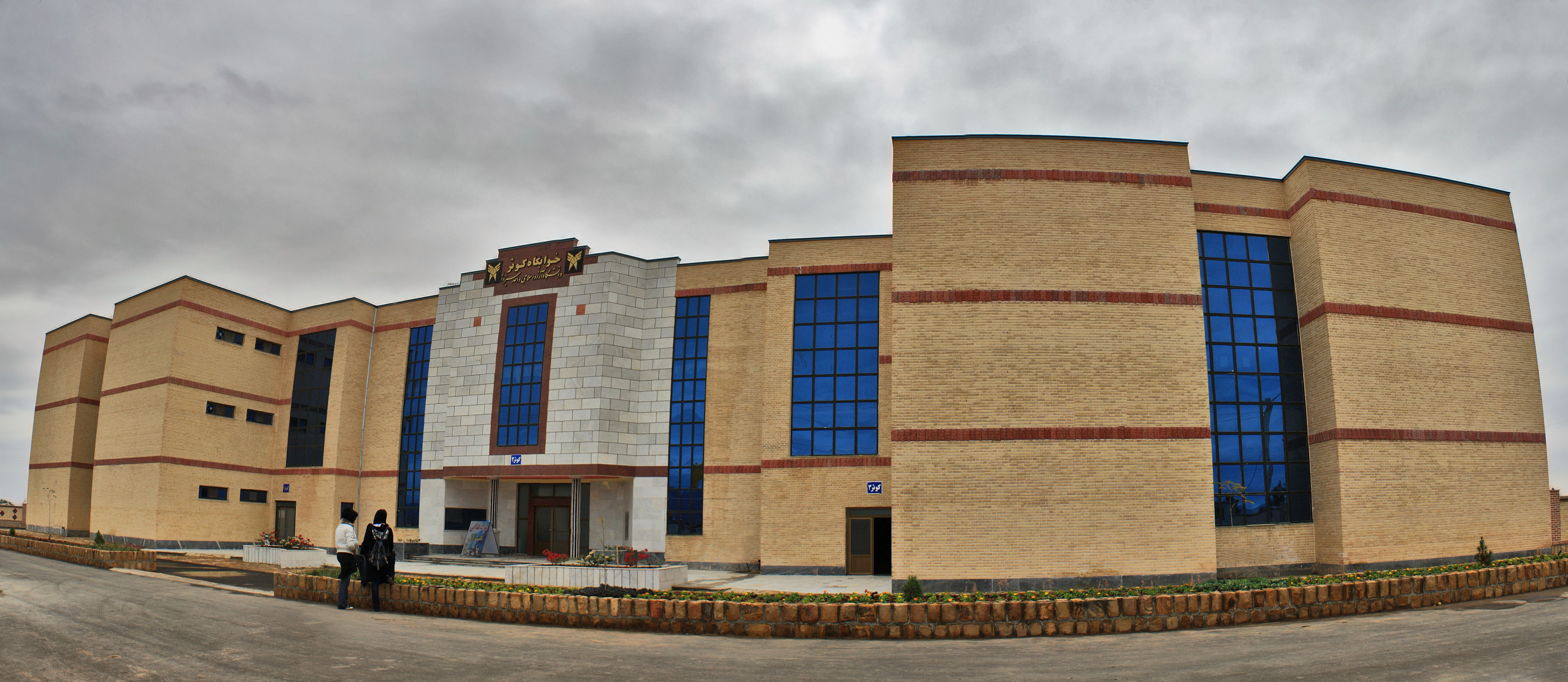
خوابگاه کوثر

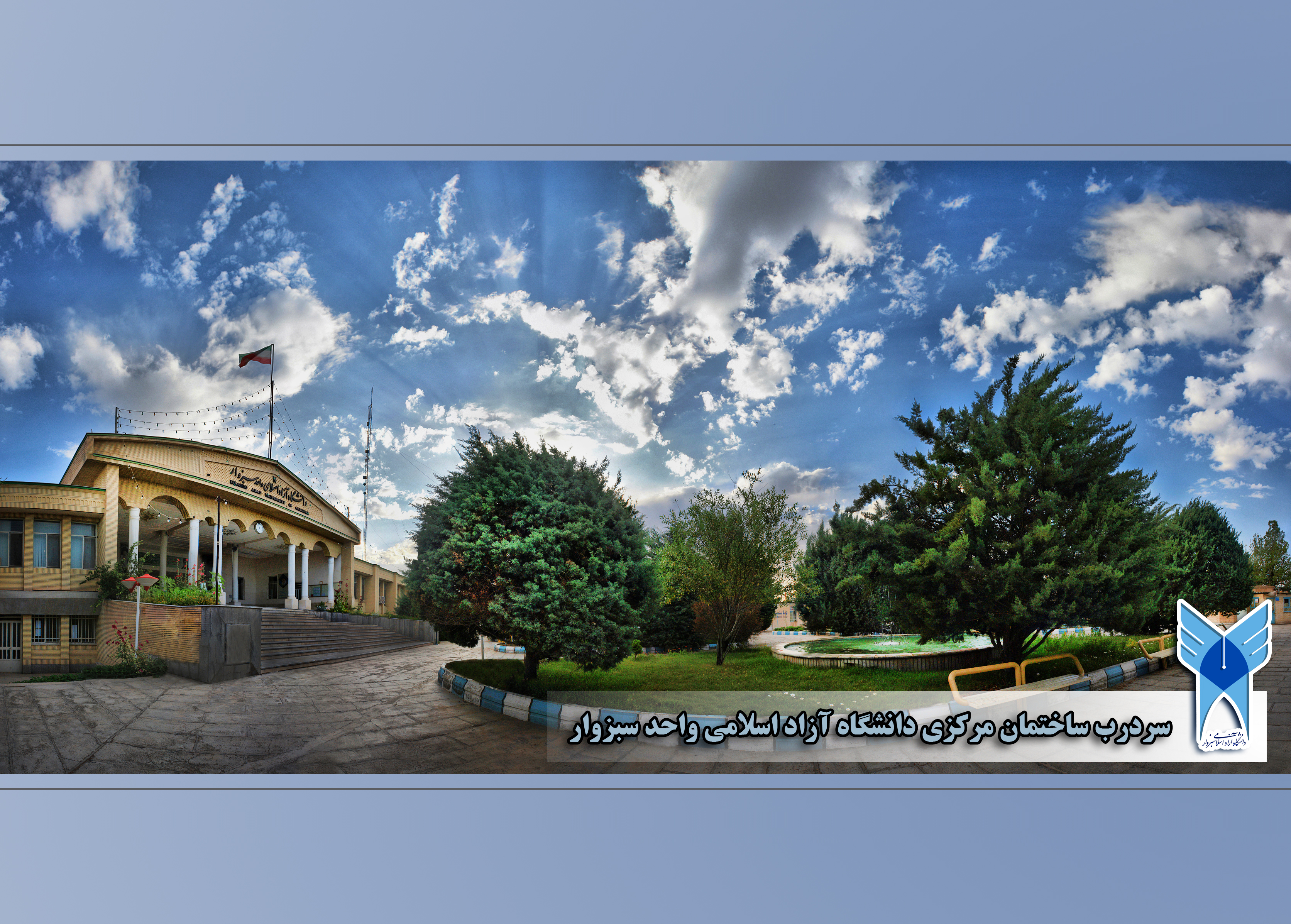
ساختمان مرکزی

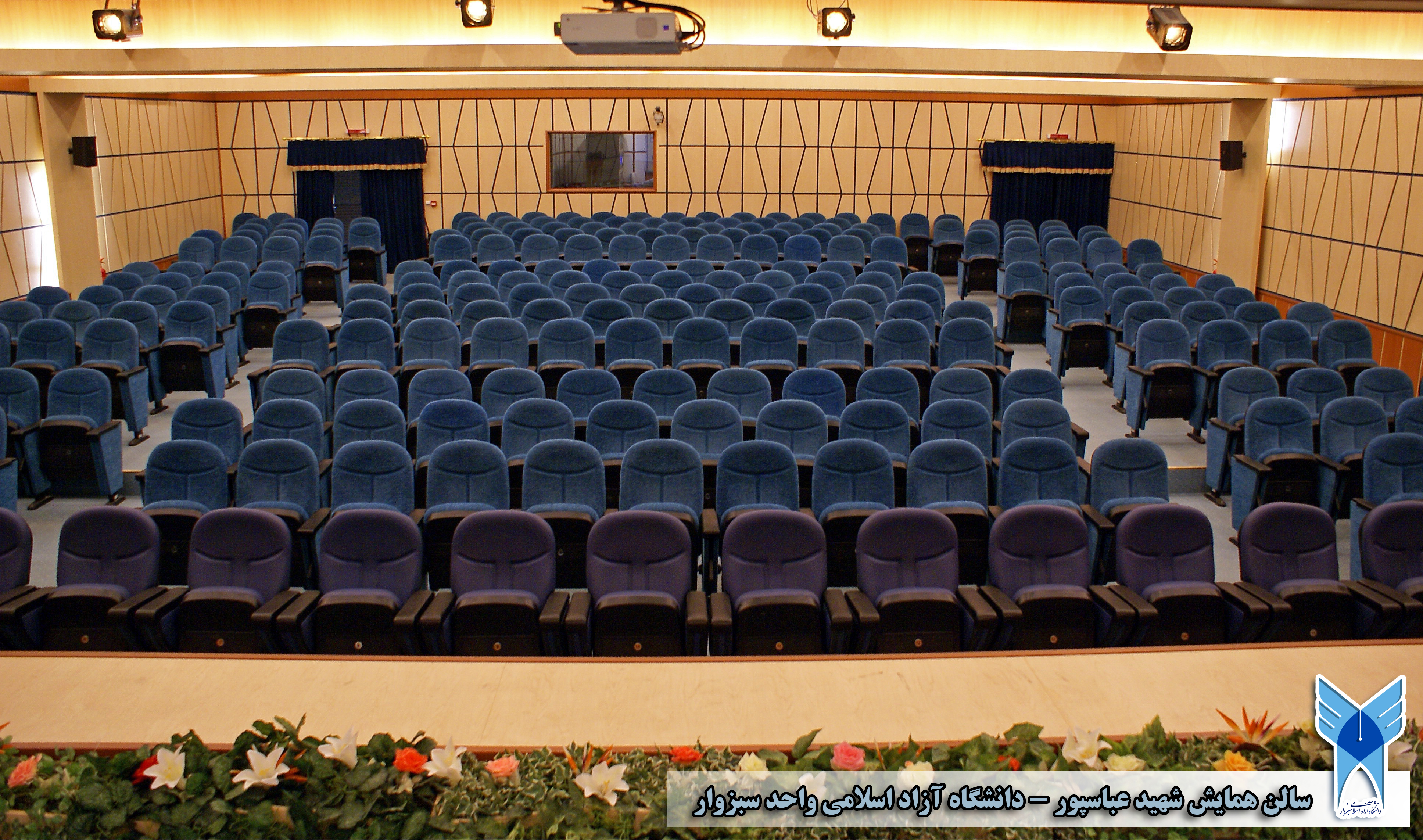
سالن همایش

## گروه‌های آموزشی
- حسابداری
- صنایع غذایی
- برق و الکترونیک
- کامپیوتر
- علوم پزشکی – بهداشت
- علوم پزشکی – پرستاری
- دامپزشکی
- کشاورزی
- فرش
- ادبیات فارسی
- الهیات
- علوم تربیتی
- علوم پایه
- معارف اسلامی

## مقاطع و رشته‌های تحصیلی
- - رشته‌های مقطع دکتری تخصصی (.Ph.D): 1) مهندسی فنّاوری اطّلاعات- تجارت الکترونیکی  2) مهندسی کامپیوتر- شبکه و رایانش  3) مهندسی برق- الکترونیک  4) بیوتکنولوژی کشاورزی  5) اگروتکنولوژی- فیزیولوژی گیاهان زراعی  6) الهیات و معارف اسلامی- فلسفه و کلام اسلامی  7) فلسفه- فلسفه معاصر  8) علوم و مهندسی صنایع غذایی- فناوری مواد غذایی  9) علوم و مهندسی صنایع غذایی- صنایع غذایی  10) علوم و مهندسی صنایع غذایی- زیست فناوری مواد غذایی  11) علوم و مهندسی صنایع غذایی- شیمی مواد غذایی  12) زبان و ادبیّات فارسی  13) شیمی- شیمی آلی   14) مهندسی کامپیوتر- هوش مصنوعی  15) مهندسی کامپیوتر-معماری  16) مهندسی کامپیوتر- نرم‌افزار و الگوریم
  - رشته‌های مقطع کارشناسی‌ارشد:  1) حسابداری  2) حسابرسی  3) مدیریت مالی  4) مدیریت کسب و کار- استراتژی  5) مدیریت فنّاوری اطّلاعات- مدیریت منابع اطّلاعاتی  6) مدیریت صنعتی- مدیریت عملکرد  7) مدیریت بازرگانی- تجارت الکترونیکی   8) علوم اقتصادی- توسعه‌ی اقتصادی و برنامه‌ریزی  9) مدیریت آموزشی  10) روان‌شناسی تربیتی  11) روان‌شناسی شخصیت  12) برنامه‌ریزی درسی  13) حقوق خصوصی  14) حقوق مالی- اقتصادی  15) حقوق اقتصادی  16) حقوق جزا و جُرم‌شناسی  17) حقوق خانواده   18) فقه و مبانی حقوق اسلامی  19) فلسفه‌ و کلام اسلامی  20) آموزش زبان انگلیسی  21) زبان و ادبیّات فارسی  22) زبان و ادبیّات فارسی- ادبیات کودک و نوجوان  23) شیمی دارویی  24) شیمی- شیمی پلیمر  25) شیمی- شیمی آلی  26) زیست‌شناسی- سلولی و مولکولی- ژنتیک  27) زیست‌شناسی- سلولی و مولکولی- میکروبیولوژی محیطی  28) زیست‌فنّاوری (بیوتکنولوژی)- میکروبی  29) زیست‌شناسی سلولی و مولکولی- بیوشیمی  30) زیست‌شناسی جانوری- زیست‌سلولی تکوینی  31) زیست‌شناسی سلولی و مولکولی- سلولی و مولکولی  32) بیوتکنولوژی کشاورزی  33) اگرو تکنولوژی- فیزیولوژی گیاهان زراعی  34) بهداشت و کنترل کیفی مواد غذایی گروه دامپزشکی   35) علوم و مهندسی صنایع غذایی- زیست‌فناوری مواد غذایی  36) علوم و مهندسی صنایع غذایی- فناوری مواد غذایی  37) علوم و مهندسی صنایع غذایی- صنایع غذایی   38) مهندسی علوم و صنایع غذایی- شیمی مواد غذایی  39) مهندسی کامپیوتر- نرم‌افزار  40) مهندسی کامپیوتر- معماری سیستم‌های کامپیوتر   41) مهندسی کامپیوتر- شبکه‌های کامپیوتری  42) الکترونیک قدرت و ماشین‌های الکتریکی  43)  مهندسی پزشکی- بیوالکتریک  44) مهندسی برق- کنترل  45) مهندسی برق- سیستم‌های قدرت  46) مهندسی برق- مدارهای مجتمع الکترونیک  47) مهندسی برق- افزاره‌های میکرو و نانو الکترونیک   48) مهندسی برق- سیستم‌های الکترونیک دیجیتال  49) روان‌شناسی ورزشی  50) برنامه‌ریزی آموزشی
  - رشته‌های مقطع کارشناسی (به‌صورت بدون آزمون و در موعد معین از طریق پایگاه اینترنتی azmoon.org):  1) حقوق  2) روان‌شناسی  3) شیمی کاربردی  4) حسابداری   5) مهندسی عمران  6) زیست‌شناسی سلولی و مولکولی  7) مهندسی مکانیک  8) مهندسی پزشکی   9) زیست‌فنّاوری  10) مهندسی برق  11) مهندسی کامپیوتر  12) مهندسی مکانیک بیوسیستم  13) مهندسی تولید و ژنتیک گیاهی  14) زبان و ادبیّات فارسی  15) علوم تربیتی   16) میکروبیولوژی  17) فقه و مبانی حقوق اسلامی  18) فلسفه و حکمت اسلامی  19) فیزیک مهندسی   20) مدیریت کسب و کارهای کوچک  21) مدیریت مالی
  - رشته‌های مقطع کارشناسی پاره‌وقت (به‌صورت بدون آزمون و در موعد معین از طریق پایگاه اینترنتی azmoon.org):  1) فقه و مبانی حقوق اسلامی  2) حسابداری  3) مهندسی برق  4) مهندسی کامپیوتر
  - رشته‌های مقطع کارشناسی ناپیوسته (به‌صورت بدون آزمون و در موعد معین از طریق پایگاه اینترنتی azmoon.org):  1) مهندسی حرفه‌ای معماری  2) حقوق- حقوق ثبتی  3) مهندسی حرفه‌ای کامپیوتر- نرم‌افزار  4) مهندسی تکنولوژی برق- قدرت  5) مهندسی فناوری شبکه‌های توزیع برق  6) مهندسی علوم و صنایع غذایی  7) مهندسی تولیدات گیاهی- زراعت  8) مهندسی تولیدات گیاهی- باغبانی  9) آموزش و پرورش ابتدایی  10) مهندسی فناوری بهداشت مواد غذایی با منشاء دامی  11) علوم آزمایشگاه دامپزشکی  12) مهندسی حرفه‌ای علوم دامی  13) مهندسی فناوری دامپروری پرورش صنعتی طیور  14) حسابداری   15) مهندسی شهرسازی  16) مهندسی اجرایی عمران  17) مهندسی حرفه‌ای مکانیک خودرو  18) مهندسی فناوری مکانیک- ماشین‌افزار   19) آموزش دینی و عربی  20) مهندسی حرفه‌ای الکترونیک کاربردی  21) آموزش زبان انگلیسی  22) مدیریت صنعتی
  - رشته‌های مقطع کاردانی ناپیوسته (به‌صورت بدون آزمون و در موعد معین از طریق پایگاه اینترنتی azmoon.org):  1) تکنولوژی صنایع غذایی  2) کاردانی فنی‌ صنایع غذایی- گوشت و فرآورده‌های گوشتی   3) کاردانی آموزش و پرورش ابتدایی  4) کاردانی آموزش زبان انگلیسی  5) دامپزشکی  6) حسابداری  7) مدیریت صنعتی کاربردی  8) کاردان فنی مخابرات  9) برق- قدرت  10) کامپیوتر نرم‌افزار  11) تربیت معلم آموزش علوم تجربی  12) کاردانی تکنولوژی تولیدات گیاهی  13) تکنولوژی مواد غذایی  14) کاردانی حرفه‌ای حقوق- شورای حل اختلاف  15) کاردانی فنی نقشه‌کشی صنعتی  16) کاردانی فنی الکترونیک  17) کاردانی حرفه‌ای هنرهای تجسمی- عکاسی  18) کاردانی حرفه‌ای هنرهای تجسمی- نقاشی
  - رشته‌های مقطع کاردانی پیوسته (به‌صورت بدون آزمون و در موعد معین از طریق پایگاه اینترنتی azmoon.org):  1) حسابداری  2) الکترونیک- عمومی  3) کامپیوتر- نرم‌افزار  4) الکتروتکنیک  5) تربیت کودک  6) امور اداری  7) تربیت بدنی  8) الکترونیک- رادیو و تلویزیون  9) صنایع شیمیایی  10) مکانیک خودرو  11) عمران  12) امور دامی- تکنولوژی پرورش طیور  13) معماری  14) مدیر بهداشت مدارس
  - رشته‌های زیرمجموعه‌ی علوم پزشکی (به‌صورت آزمون و در موعد معین از طریق پایگاه اینترنتی azmoon.org):  1) کارشناسی پیوسته‌ی پرستاری (زن-مرد)  2) کارشناسی پیوسته‌ی مهندسی بهداشت حرفه‌ای (زن-مرد)  3) کارشناسی پیوسته‌ی مهندسی بهداشت محیط (زن-مرد)  4) کارشناسی پیوسته‌ی علوم و صنایع غذایی، گرایش کنترل کیفی و بهداشتی (زن-مرد)  5) کاردانی ناپیوسته‌ی بهداشت خانواده (زن)  6) کاردانی ناپیوسته‌ی بهداشت مبارزه با بیماری‌های واگیر (مرد)   
آخرین به‌روزرسانی: 23 مرداد 1401

## دانش‌آموختگان
تعداد فارغ‌التحصیلان این واحد دانشگاهی تا کنون (مهر ۱۴۰۱)،  ۳۶۰۰۰ نفر است.

## رویدادهای دانشگاه
- میزبانی ششمین دورهٔ مسابقات رباتیک کشوری موش‌های هوشمند (هفتم تا نهم مردادماه ۱۳۸۷)